# Cyanolyca turcosa
Cyanolyca turcosa là một loài chim trong họ Corvidae.